# Tandpressning
Tandpressning innebär att man pressar tänderna genom att bita ihop käkarna. Detta kan ske såväl i vaket tillstånd som i sömnen. Varför vissa individer ägnar sig åt tandpressning är okänt, men den som gör detta i vaket tillstånd gör det generellt sett på grund av stress. Frekvent tandpressning, eller tandpressning som sker under längre intervaller, kan leda till olika besvär såsom:
- Svårigheter att gapa stort
- Värkande eller trötta käkmuskler
- Värkande eller ömmande tänder
- Spänningshuvudvärk
- Ljud från käklederna då munnen öppnas eller stängs[1]

De skador som kan uppstå till följd av tandpressning och tandgnissling kan förebyggas med hjälp av en bettskena som används om natten.